# Ricania plagiata
Ricania plagiata är en insektsart som beskrevs av Melichar 1898. Ricania plagiata ingår i släktet Ricania och familjen Ricaniidae. Inga underarter finns listade i Catalogue of Life.